# Chvalčova Lhota
Chvalčova Lhota (deutsch Chwaltschowa Lhota, früher Lhotta Chwalczow, 1939–1945 Chwaltsch Lhota) ist eine Ortslage der Gemeinde Chvalčov in Tschechien. Sie liegt zwei Kilometer östlich von Bystřice pod Hostýnem und gehört zum Okres Kroměříž.

## Geographie
Chvalčova Lhota erstreckt sich am nördlichen Fuße der Hosteiner Berge am Rande der Podbeskydská pahorkatina (Vorbeskidenhügelland) im Tal des Flüsschens Bystřička. Das Dorf liegt am Rande des Naturparks Hostýnské vrchy. Westlich verläuft die Bahnstrecke Hulín – Valašské Meziříčí, die nächste Bahnstation ist Bystřice pod Hostýnem. Im Nordosten erhebt sich der Kozinec (479 m), östlich der Javorník (799 m), im Südosten der Hadí kopec (600 m), südlich der Hostýn (734 m) sowie im Südwesten die Bedlina (455 m).
Nachbarorte sind Mrlínek, Nový Dvůr und Libosváry im Norden, Loukov, V Revíře, Příkazy und Podhradní Lhota im Nordosten, Rosošné und Košovy im Osten, Chvalčov im Südosten, Hostýn und Vinohrádek im Süden, Slavkov pod Hostýnem, Chlum und Bílavsko im Südwesten, Bystřice pod Hostýnem im Westen sowie Bažantnice und Sovadina im Nordwesten.
Chvalčova Lhota bildet mit Chvalčov und Bystřice pod Hostýnem ein geschlossenes Bebauungsgebiet, das nach Bystřice nur durch einen Grünstreifen entlang der Eisenbahn unterbrochen wird.

## Geschichte
Chvalčova Lhota liegt am Fuße des Hostýn, dessen Besiedlung sich durch archäologische Funde seit dem Jungpaläolithikum nachweisen lässt. In der Keltenzeit entstanden auf dem Berg mächtige Befestigungsanlagen mit Wällen. Während des Einfalls der Goldenen Horde sollen den Legenden nach die Bewohner der Gegend 1241 auf den Hostýn geflüchtet sein.
Die erste schriftliche Erwähnung der zwischen Bystřice und Chvalčov gelegenem Ansiedlung und zur Burg Obřany gehörigen Lhotca erfolgte 1369 in der Brünner Landtafel, als Boček I. von Podiebrad das Dorf an Heralt von Bučovice verkaufte. Später wurde das Dorf an die Herrschaft Bystřice angeschlossen. 1555 erwarb Přemek von Víckov die Herrschaft mit allem Zubehör. Ihn beerbte zunächst Wilhelm von Víckov, dann dessen Schwester Bohunka. Sie übertrug den Besitz 1613 an ihren Mann Václav Bítovský von Bítov. Dieser floh nach der Schlacht am Weißen Berg aus Mähren und wurde 1622 in Abwesenheit zum Verlust des Halses, der Ehre und der Güter verurteilt. Neuer Besitzer der Herrschaft wurde Zdeněk Vojtěch von Lobkowicz, dessen Sohn sie 1650 an Johann Anton von Rottal verkaufte. Dieser vereinigte sie mit Holešov zu einer großen Herrschaft. Während des Dreißigjährigen Krieges wurde die Gegend zunächst von den Schweden verwüstet; nach deren Abzug kam es in der angrenzenden Walachei zum Aufstand gegen die Rekatholisierung. Infolgedessen setzte der Niedergang der ganzen Gegend ein. Im Inventar der Herrschaft Bystřice sind 1674 für Lhota Chwalcžow und Chwalcžow insgesamt 35 Anwesen ausgewiesen, von denen vier wüst lagen. Die Bewohner beider Orte waren zu Frondiensten im herrschaftlichen Hopfengarten in Prusinovice verpflichtet. 1718 wurde der Ort als Lhotta Chwalcžowa und 1751 als Lhota bezeichnet. Im Jahre 1763 erlosch das Geschlecht der Grafen von Rottal im Mannesstamme; bei der Aufteilung der Herrschaft Holešov-Bystřice unter den Erben wurde Lhota wieder nach Bystřice untertänig. 1789 ging der Besitz an Franz Anton von Rottals Schwiegersohn Graf della Rovere di Monte l´Abbate über und 1804 erbte dessen Neffe, Johann Nepomuk Graf von Wengerský, die Herrschaft. Das älteste Ortssiegel stammt von 1820, es trägt die Umschrift PECZET  OBCZE  LHOTI A CHWALCZOWSKI. Ab 1827 gehörte die Herrschaft Bystřice den Grafen Laudon. Bis zur Mitte des 19. Jahrhunderts blieb das Dorf immer nach Bystřice untertänig.
Nach der Aufhebung der Patrimonialherrschaften bildete Lhota Chwalczow ab 1850 eine Gemeinde in der Bezirkshauptmannschaft Holleschau. Ab 1872 wurde die Gemeinde als Lhota Chvalcov, ab 1881 als Chvaličova Lhota und ab 1893 als Lhota Chvalčov bezeichnet. Zwischen 1886 und 1888 entstand westlich des Dorfes die Eisenbahnstrecke von Bystřice pod Hostýnem nach Valašské Meziříčí, einen Haltepunkt erhielt der Ort jedoch nicht. Der heutige Ortsname Chvalčova Lhota ist seit 1924 gebräuchlich. Am 19. August 1951 wurde das Dorf nach Chvalčov eingemeindet. Nach der Aufhebung des Okres Holešov wurde die Gemeinde 1960 dem Okres Kroměříž zugeordnet. Im Jahre 1976 wurde Chvalčova Lhota zusammen mit Chvalčov nach Bystřice pod Hostýnem eingemeindet. Seit dem 28. Februar 1990 gehört Chvalčova Lhota wieder zur Gemeinde Chvalčov.

## Sehenswürdigkeiten
- Berg Hostýn mit Wallfahrtskirche der Jungfrau Maria
- Ruine der Burg Obřany
- Naturschutzgebiet Pod Kozincem, nordöstlich des Ortes
- Gedenkstein
- Naturlehrpfad Chodník Masarykových